# Zelotes maccaricus
Zelotes maccaricus är en spindelart som beskrevs av Di Franco 1998. Zelotes maccaricus ingår i släktet Zelotes och familjen plattbuksspindlar.
Artens utbredningsområde är Italien. Inga underarter finns listade i Catalogue of Life.